# Parásito (canción)
«Parásito» es una canción del grupo de rock mexicano Molotov, incluido en el disco Apocalypshit. Fue lanzado como su primer sencillo a mediados del año 1999.

## Descripción
La canción habla sobre las situaciones en la vida diaria en la cultura mexicana aludiendo a los «parásitos» o «vividores», el término es utilizado irreverente y sarcásticamente para referirse en forma coloquial y despectiva a los políticos.

## Video musical
El video musical cuenta con la participación del actor mexicano Alfonso Zayas. Muestra a un hombre mayor despertándose en su cuarto en una pequeña vecindad por la mañana y unos hombres se lo llevan a robar en un pequeño mercado en donde roban una suma de dinero en el acto, el hombre es llevado en camilla tras un accidente en la limusina en la que andaba, en el video aparecen los integrantes de la banda cantando una serie de scats y Beatboxing.

## Lista de canciones
Primera Versión del sencillo
1. «Parásito» (Versión Álbum) –3:38
2. «Parásito» (Clean W/Intro) –3:40
3. «Parásito» (Clean Wout/Intro) –3:24

Segunda Versión del sencillo
1. «Parásito» (Versión Álbum) –3:38
2. «El Carnal De Las Estrellas» –4:44
3. «Gimme Tha Power» (Live MTV Latino) –4:45

Versión Promo
1. «Parásito» (Radio Edit) –3:38

## Posicionamiento en listas
| Listas (1999)                | Mejor posición |
| ---------------------------- | -------------- |
| Billboard Modern Rock Tracks | 10             |